# Американский хорёк
Американский хорёк (лат. Mustela nigripes; или черноногий хорёк) — мелкий североамериканский хищник, близкий родственник российского степного хорька и других представителей семейства куньих. К 1937 году черноногий хорек полностью истреблен на территории Канады, и с 1967 года входит в Красную книгу Северной Америки как исчезающий вид. В середине 1980-х годов последняя известная дикая популяция хорьков была выловлена и перевезена на территорию научно-исследовательской базы для искусственного разведения. Сейчас выпуск черноногих хорьков в его прежнюю среду обитания в США называют «удивительное возвращение».

## Внешнее описание
Черноногий хорёк приблизительно 45 см в длину, с пушистым 15 сантиметровым хвостом, весит 650—1400 г. Как и большинство представителей семейства, Mustela nigripes имеют приземистое, удлиненное тело с очень короткими лапами. Их мех, белый при основании, становится темнее на концах волосяного покрова и даёт общий желтовато-коричневый цвет зверьку. Ноги и конец хвоста чёрные, также черноногий хорёк имеет характерную для многих хорьков маску «чёрное лицо». Эта цветовая гамма помогает хорькам быть незаметными в среде обитания.

## Экология и поведение
Черноногий хорёк является ночным хищником, как и другие хорьки, нуждающиеся в изобилии добычи — луговых собачек (англ. prairie dogs), главного его объекта питания. Тем не менее хорёк также питается другими мелкими животными, птицами, крупными насекомыми и т. д. Одна семья черноногих хорьков поедает около 250 луговых собачек в год и не может выжить, не имея доступа к большим колониям этих грызунов. Типичная колония луговых собачек проживает на 50 гектарах прерий и удовлетворяет питанием только одного взрослого хорька. Хорьки полностью зависят своим выживанием от колоний луговых собачек, так как не только ими питаются, но и живут в их норах, скрываясь от опасности.
Звуки, издаваемые американским хорьком, схожи с теми, которые издают европейские лесной и степной хорьки — во время опасности, испуга или недовольства хорёк шипит и цикает, самки, зовя хорят и самцы во время спаривания гукают — издают утробные звуки наподобие кудахтанья куриц.

### Территориальное поведение
Черноногие хорьки в основном одиночные животные, за исключением периодов размножения и выращивания помёта. Животные ведут ночной образ жизни, и в основном охотятся за луговыми собачками, спящими в своих норах. Хорьки наиболее активны над землей с заката до полуночи и с четырёх до середины утра. Надземная активность достигает максимума в конце лета и начале осени, когда подростки становятся независимыми. Климат в целом не ограничивает активность черноногих хорьков, но зимой они могут сидеть в норах до шести дней подряд.
Участки обитания самок черноногих хорьков меньше, чем у самцов. Участок самца может включать в себя участки нескольких самок. Взрослые самки, как правило, занимают каждый год одну и ту же территорию. Самка, которая отслеживалась учёными с декабря по март, занимала территорию в 16 гектаров. Её территория частично пересекалась с самцом, который занимал территорию в 137 гектаров за тот же период времени. При оценке средней плотности черноногих хорьков в районе города Мититсе штата Вайоминг было определено, что один хорёк занимает в среднем 60 гектаров площади. По состоянию на 1985 год от 40 до 60 черноногих хорьков занимали от 2500 до 3000 гектаров мест обитания белохвостых луговых собачек.
В период с 1982 по 1984 год среднегодовое передвижение 15-ти черноногих хорьков между колониями белохвостых луговых собачек составляло 2,5 километра за ночь при среднем разбросе в 1,7 километров. На передвижение черноногих хорьков между колониями луговых собачек влияли такие факторы как активность размножения, сезон, пол, внутривидовая территориальность, плотность добычи и расширение ареалов при снижении популяции вида. Было показано что активность и расстояния передвижений хорьков увеличивается во время периода размножения, однако отслеживание следов на снегу в период с декабря по март за 4-летний период в районе города Мититсе также показало, что за активность отвечают и другие факторы.
Температура положительно коррелирует с дальностью передвижений черноногих хорьков.

## Пропитание
До 90 % рациона черноногих хорьков составляют луговые собачки. Их рацион питания варьируется в зависимости от географического положения. В западной части штата Колорадо, и штатах Юта, Вайоминг и Монтана черноногие хорьки исторически ассоциировались с белохвостыми луговыми собачками. Когда луговые собачки входили в четырёхмесячный период спячки, черноногим хорькам приходилось искать другую добычу. В Вайоминге в качестве альтернативных источников пищи хорьки использовали полевок (Microtus spp.) и мышей (Peromyscus и Mus spp.), обнаруженных вблизи ручьев. В Южной Дакоте черноногие хорьки ассоциируются с чернохвостыми луговыми собачками. Поскольку чернохвостые луговые собачки не уходят в спячку, сезонных изменений в рационе питания черноногих хорьков этого региона не происходит.
При исследовании кала черноногих хорьков в графстве Меллетт штата Южная Дакота в 91 % из 82 единиц собранного помёта были обнаружены остатки чернохвостых луговых собачек. Остатки мышей были обнаружены в 26 % из всего помёта. Вид мышей в остатках идентифицировать не удалось, однако при исследовании ловушек были пойманы белоногие хомячки, северные кузнечиковые хомячки и домовые мыши. Потенциальной добычей также считаются белки вида Ictidomys tridecemlineatus, равнинные гоферы, кролики Нутталла, длиннохвостые песочники, рогатые жаворонки, и западные луговые трупиалы.
На основании исследования кала черноногих хорьков, собранного недалеко от города Мититсе, штат Вайоминг, в 87 % из 86 единиц помёта были обнаружены остатки белохвостых луговых собачек. Другой добычей хорьков поселения Мититсе были белоногие хомячки, лемминговые пеструшки, луговые полёвки, кролики Нуттала и белохвостые зайцы. Воду хорьки получают за счёт поедания добычи.
По данным опубликованного в 1983 году исследования по моделированию метаболизируемых энергетических потребностей, для пропитания одной взрослой самки черноногого хорька и её помёта требуется либо от 474 до 1421 чернохвостых луговых собачек в год, либо же от 412 до 1236 белохвостых луговых собачек в год.

## Сохранение и охрана
Основными причинами исчезновения хорьков в конце XX века стала их подверженность инфекционному заболеванию, разновидности собачьей чумки (или Sylvatic plague), переносчиком которой являются луговые собачки, а также борьба фермеров с луговыми собачками, как вредителями сельского хозяйства. Федеральные и государственные агентства США в сотрудничестве с частными землевладельцами занимаются сохранением черноногого хорька в дикой природе через выпуск разведённых в неволе, зоопарках и научно-зоологических центрах, хорьков в их естественную среду обитания. Местами выпуска стали Штаты Монтана, Южная Дакота, Аризона, Юта, Колорадо и Чиуфуа Мексика.
В 1981 году было обнаружено маленькое поселение в 130 животных рядом с Мититсе, штат Вайоминг.
Сразу после открытия этого поселения хорьков, в связи с болезнью погибло более половины хорьков. Было принято решение для спасения судьбы черноногих хорьков отловить 18 особей разного пола и поместить их на территориях научно-зоологического центра.
По информации о состоянии дел с черноногим хорьком в 2007 году, число его особей превышает 600 в США. Однако он ещё считается исчезающим видом по старой оценке 1996 года, так как в то время хорьки проживали только в неволе у группы специалистов.
План восстановления популяции хорька в его родной среде считает своей конечной задачей установление 10 или более отдельных самовыживающих диких поселений. Биологи надеются получить 1500 черноногих хорьков на свободе до 2010 года с не менее чем 30 воспроизводящими взрослыми особями в каждом поселении.
Сотрудники зоопарка Сан-Диего, природоохранной организации Revive & Restore, компании ViaGen Pets and Equine и Службы охраны рыбных ресурсов и диких животных США объединились ради клонирования черноногого хорька. В 2020 году команда ученых клонировала самку по имени Уилла, которая умерла в середине 1980-х годов и не оставила живых потомков. Её клон, самка по имени Элизабет Энн, родилась 10 декабря 2020 года, став первым клонированным представителем исчезающего вида североамериканского континента. Ученые надеются, что появление этой особи облегчит последствия близкородственного скрещивания и поможет черноногим хорькам лучше справляться с чумой. По оценкам экспертов, геном этой самки содержит в три раза больше генетического разнообразия, чем любой из современных ей черноногих хорьков. В 2024 году самка черноногого хорька Антония, клонированная из генетического материала, собранного в 1988 году, родила здоровых детенышей и стала первой клоном-матерью среди хорьков.